# Contea di Nicholas (Kentucky)
La contea di Nicholas (in inglese Nicholas County) è una contea dello Stato del Kentucky, negli Stati Uniti. La popolazione al censimento del 2000 era di 6 813 abitanti. Il capoluogo di contea è Carlisle